# 波馬谷 (加利福尼亞州)
波馬谷（英語：Pauma Valley）是位於美國加利福尼亞州聖地牙哥縣的一個非建制地區。該地的面積和人口皆未知。

## 地理
波馬谷的座標為33°18′12″N 116°58′53″W / 33.30333°N 116.98139°W，而該地的平均海拔高度為248米（即814英尺）。